# كريستيان فاندر

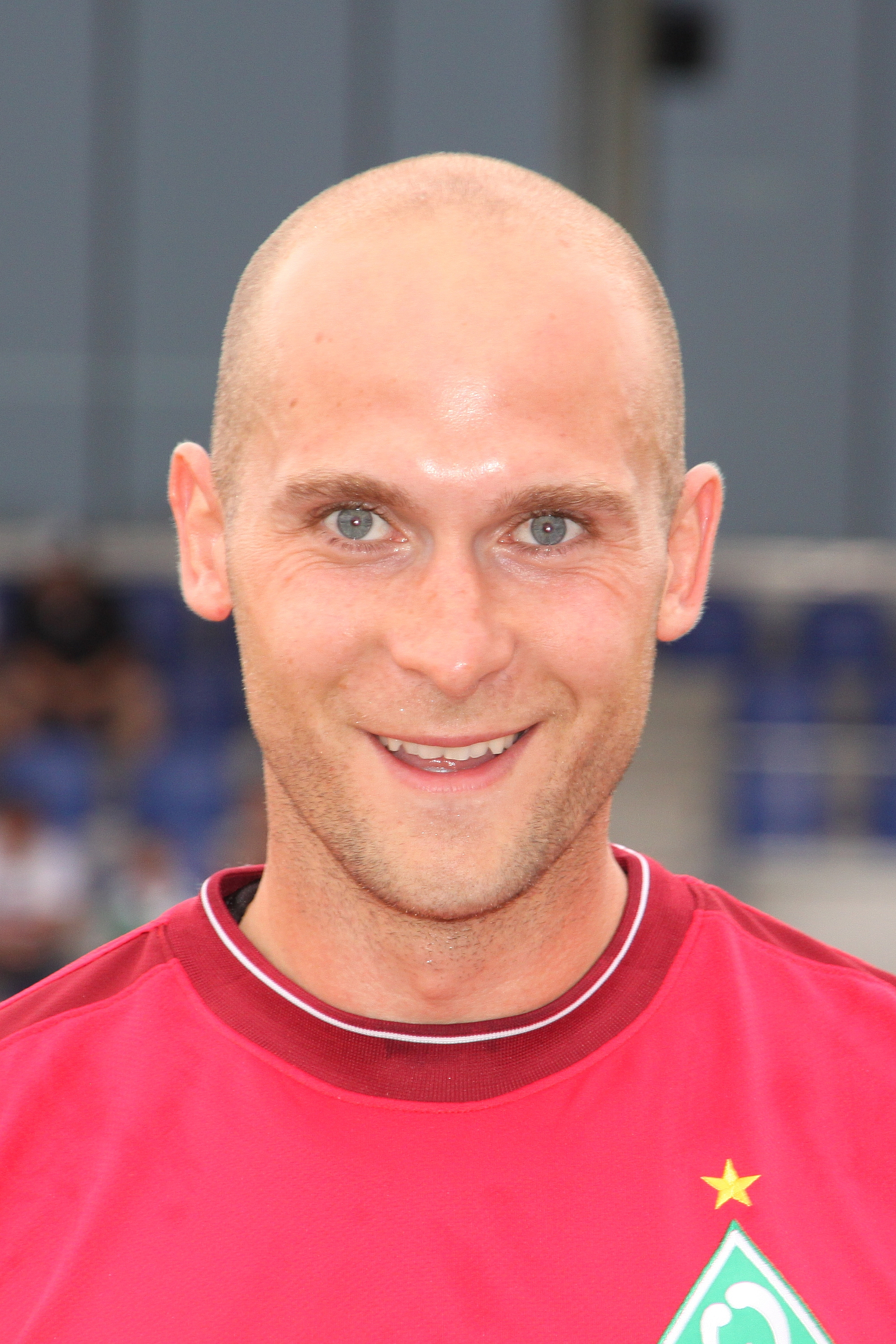

كريستيان فاندر (بالألمانية: Christian Vander)‏ (مواليد 24 أكتوبر 1980 في فيليتش - ألمانيا الغربية) لاعب كرة قدم ألماني يلعب حاليا لصالح نادي الدرجة الأولى فيردر بريمين الألماني منذ 2005 في مركز حارس مرمى .

## روابط خارجية
- كريستيان فاندر على موقع قاعدة بيانات كرة القدم.إي يو (الإنجليزية)
- كريستيان فاندر على موقع بيانات كرة القدم. دي إي (الألمانية)
- كريستيان فاندر على موقع عالم كرة القدم.نت (الإنجليزية)
- كريستيان فاندر على موقع AS.com (الإسبانية)